# Miff Görling
Uno Emanuel "Miff" Görling (ur. 28 marca 1909 w Undersåker zm. 24 lutego 1998 w Sztokholmie) – szwedzki puzonista jazzowy, aranżer i kompozytor.

## Życiorys
Wywodzi się z muzykalnej rodziny. Przydomek "Miff" został mu nadany na cześć amerykańskiego puzonisty Miffa Mole'a. Studiował w Królewskiej Akademii Muzycznej. Skomponował i zaaranżował muzykę do ponad 35 filmów fabularnych. Jego braćmi byli Zilas, Nathan oraz Stuart, również znani szwedzcy muzycy.